# Netelia ornata
Netelia ornata là một loài tò vò trong họ Ichneumonidae.